# Lilijana Kornhauser Cerar
Lilijana Kornhauser Cerar, slovenska zdravnica pediatrinja, * 1958.
Lilijana Kornhauser Cerar je diplomirala, magistrirala in leta 2010 doktorirala, vse na Medicinski fakulteti Univerze v Ljubljani.
Leta 2007 je postala Slovenka leta.
Njena starša sta Aleksandra Kornhauser Frazer in Pavle Kornhauser.